# Медем, Иоганн Фридрих фон
Граф (1779) Иоганн Фридрих фон Медем (Иван Федорович де Медем; 1722—1785) — генерал-поручик русской императорской армии из курляндского рода Медемов.

## Биография
Потомок Конрада фон Мандерна (фон Медем; 1264—1267), ландмейстера Тевтонского ордена в Ливонии. Учился в Йенском и Кёнигсбергском университетах.
В 1753 году приобрёл Элейское поместье, где поселился с женой, Луизой Доротеей фон Корф (ок. 1730—1758).
Поступил на российскую военную службу; с 25.12.1755 г. подполковник. Участник Семилетней войны, за отличие произведен 1 июня 1760 года в полковники; генерал-майор — с 1763 года.
Выдвинулся на военной службе на Кавказе. В 1769—1780 годах он — военный начальник Моздокской линии. В 1773 году за отличие в русско-турецкой войне 1768—1774 годов произведен в генерал-поручики.
В 1775 году за участие в подготовке Кючук-Кайнарджийского мира (1774) с Турцией награждён орденом Св. Александра Невского. Четыре года спустя, по случаю брака его дочери с курляндским герцогом, был возведён в графское Священной Римской империи достоинство.

## Семья
- Первая жена — Луиза Доротея фон Корф (ок. 1730—1758); в браке родились дочь Елизавета Шарлотта (1754—1833) и сын Фридрих (1758—1783).
- Вторая жена — Луиза Шарлотта фон Мантойфель (1732—1763); в браке родились дочь Анна Шарлотта Доротея (1761—1821), последняя герцогиня Курляндии; сыновья — Карл (1762—1827) и Кристоф (1763—1838)[3].
- В 1767 г. женился в третий раз на Агнессе фон Брюкен (Brukken gen. von Fock; 1718—1784), наследнице имения Ремтен.